# Golden Globe Awards 1956

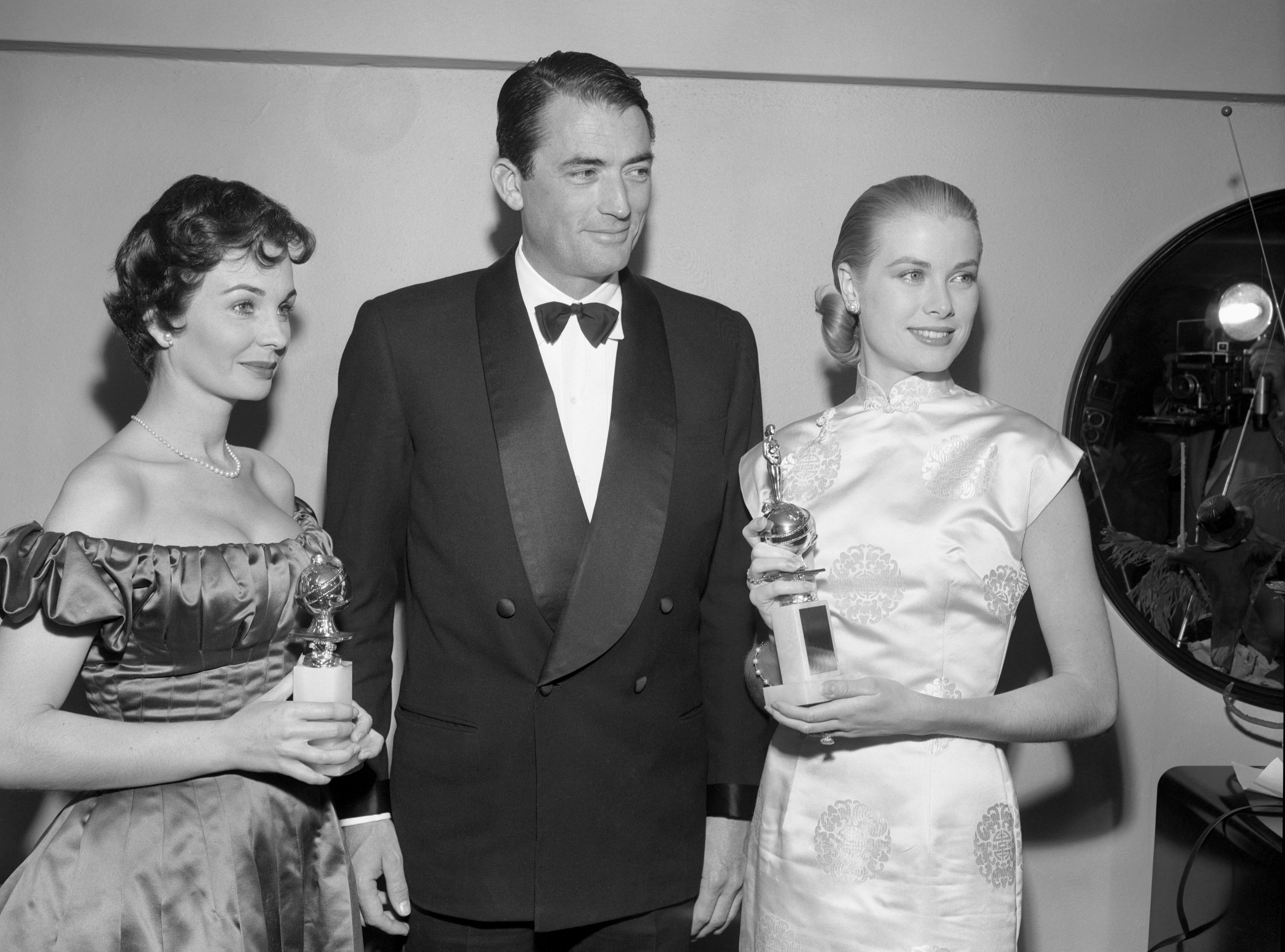
Jean Simmons (links), Gregory Peck und Grace Kelly bei der Verleihung (1956)

Die 13. Verleihung der Golden Globe Awards fand am 23. Februar 1956 statt.

## Preisträger und Nominierungen

### Bester Film – Drama
Jenseits von Eden (East of Eden) – Regie: Elia Kazan

### Bester Film – Drama (Außendreh)
Wichita – Regie: Jacques Tourneur

### Bester Film – Musical/Komödie
Schwere Jungs – leichte Mädchen (Guys and Dolls) – Regie: Joseph L. Mankiewicz

### Bester Film zur Förderung der Völkerverständigung
Alle Herrlichkeit auf Erden (Love is a Many Splendored Thing) – Regie: Henry King

### Beste Regie
Joshua Logan – Picknick (Picnic)

### Bester Hauptdarsteller – Drama
Ernest Borgnine – Marty

### Beste Hauptdarstellerin – Drama
Anna Magnani – Die tätowierte Rose (The Rose Tattoo)

### Bester Hauptdarsteller – Musical/Komödie
Tom Ewell – Das verflixte 7. Jahr (The Seven Year Itch)

### Beste Hauptdarstellerin – Musical/Komödie
Jean Simmons – Schwere Jungs – leichte Mädchen (Guys and Dolls)

### Bester Nebendarsteller
Arthur Kennedy – Das Komplott (Trial)

### Beste Nebendarstellerin
Marisa Pavan – Die tätowierte Rose (The Rose Tattoo)

### Bester fremdsprachiger Film
Dangerous Curves, Großbritannien – Regie: Unbekannt

Das Wort (Ordet), Dänemark – Regie: Carl Theodor Dreyer

Kinder, Mütter und ein General, Deutschland – Regie: László Benedek

Kodomo no me, Japan – Regie: Yoshirô Kawazu

Stella, Griechenland – Regie: Michael Cacoyannis

### Bester Newcomer des Jahres
Ray Danton

Russ Tamblyn

### Beste Newcomerin des Jahres
Anita Ekberg

Victoria Shaw

Dana Wynter

### Beste TV-Show
Desi Arnaz, Lucille Ball – The American Comedy

Dinah Shore – Disneyland

### Cecil B. DeMille Award
Jack L. Warner

### Special Achievement Award
James Dean Posthume Auszeichnung für den besten Drama-Darsteller

### Henrietta Award (Weltstar männlich)
Marlon Brando

### Henrietta Award (Weltstar weiblich)
Grace Kelly

### Hollywood Citizenship Award
Esther Williams